# Claudia Rütsche
Claudia Rütsche (* 1970 in Wädenswil) ist eine Schweizer Paläontologin und Direktorin des Zürcher Museums Kulturama.

## Leben und Karriere
Rütsche studierte von 1989 bis 1994 an der Universität Zürich fakultätsübergreifend Allgemeine Geschichte, Paläontologie und Ur- und Frühgeschichte mit Abschluss als lic. phil. I. 1995 schrieb sie ihre Dissertation zur schweizerischen Museumsgeschichte. «Die Kunstkammer in der Zürcher Wasserkirche. Öffentliche Sammeltätigkeit einer gelehrten Bürgerschaft im 17. und 18. Jahrhundert aus museumsgeschichtlicher Sicht».
1984 nahm sie ihre Arbeit als Mitarbeiterin beim Museum Kulturama auf. 1992 wurde sie zur stellvertretenden Leiterin ernannt, seit 1996 ist sie Museumsdirektorin als Nachfolgerin des Museumsgründers und Stifters Paul Muggler. 2006 wurde sie zudem zur Präsidentin des Stiftungsrats gewählt.

## Auszeichnungen
- Arnold-Vogt-Preis für Museumspädagogik 2013 an der HTWK Leipzig, Studiengang Museologie (Markus Walz) für die Diplomarbeit «Den Museumsbesuch als persönliche Begegnung gestalten. Psychologische Gesprächssituationen in der Museumspädagogik und die Bedeutung von Empathie und Beziehung».
- 2022: Jahrespreis der Stiftung für Abendländische Ethik und Kultur

## Publikationen
- Claudia Rütsche: Die Kunstkammer in der Zürcher Wasserkirche. Öffentliche Sammeltätigkeit einer gelehrten Bürgerschaft im 17. und 18. Jahrhundert aus museumsgeschichtlicher Sicht. Bern 1997.
- Claudia Rütsche, Paul Muggler, Monica Moeckli: Kulturgeschichte der Frau. Kulturama Museum des Menschen, Zürich 1997 (Begleitpublikation zu einer Ausstellung).
- Claudia Rütsche, Annina Keller: Knochen und Skelette (= Schweizerisches Jugendschriftenwerk SJW; Nr. 2299). Zürich 2008.
- Mariangela Pretto, Alexandra Küffer, Claudia Rütsche: Mumien. Ägyptische Grabschätze aus Schweizer Sammlungen. Kulturama Museum des Menschen, Zürich 2009 (Begleitpublikation zu einer Ausstellung).
- Claudia Rütsche, Daniel Schaub: Wie wir lernen. Kulturama Museum des Menschen, Zürich 2011 (Begleitpublikation zu einer Ausstellung).